# Tratado de Almizra

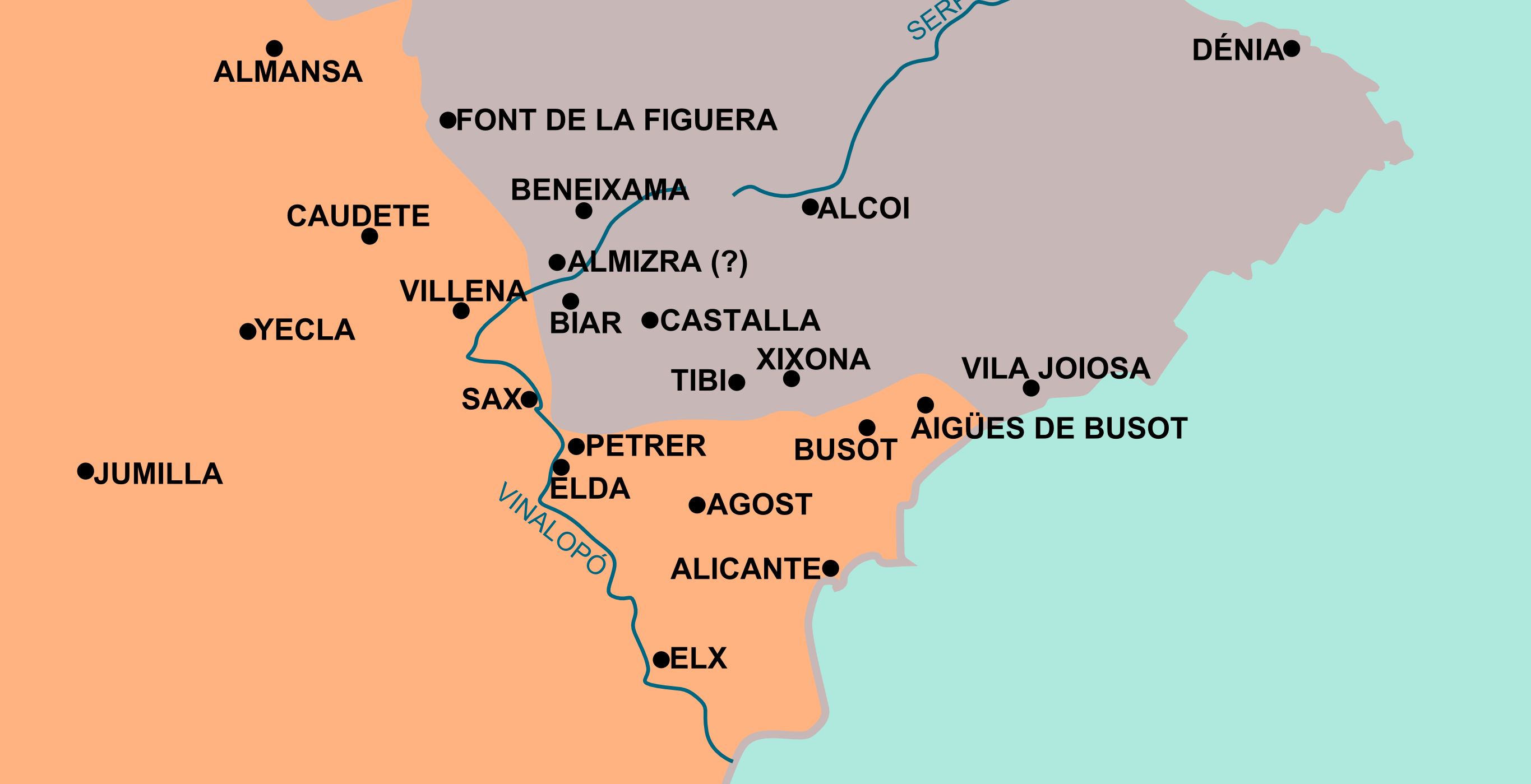
Limites do Tratado de Almizra.

O Tratado de Almizra (ou Tratado de Almiçra) foi o terceiro de uma série de três tratados entre a Coroa de Aragão e a Coroa de Castela destinados a determinar os limites de sua expansão na Andaluzia, a fim de evitar disputas entre os príncipes cristãos. Especificamente, definiu as fronteiras do Reino de Valência. Jaime I de Aragão assinou-o em 26 de março de 1244, mas Afonso X de Castela não o afirmou até muito mais tarde. De acordo com o tratado, todas as terras ao sul de uma linha de Biar a Villajoyosa através de Busot foram reservados para Castela. Isso acabou com a expansão aragonesa na península Ibérica.
O tratado sucedeu aos de Tudilén e Cazorla, que foram constantemente violados. A cláusula pela qual nenhuma das partes parecia capaz de residir era que nenhuma das coroas deveria diminuir a partição atribuída à outra ou colocar qualquer obstáculo no caminho da outra alcançar sua parte. Essa cláusula foi quebrada quando Jaime I conquistou Caudete, Villena e Sax, que tecnicamente pertenciam a Castela. Ao mesmo tempo, o infante Alfonso mantinha Xàtiva na zona atribuída a Aragão.
O tratado recebeu menção pela primeira vez no segundo capítulo de Llibre dels fets. O próprio texto do tratado, no entanto, foi finalmente publicado em 1905. O tratado foi assinado em Campo de Mirra, onde um monumento, erguido em 1977, ainda o lembra. Em 1296, durante uma pausa na guerra entre as duas coroas, Jaime II de Aragão conquistou o Reino de Múrcia. O reino foi dividido e Medio Vinalopó, Bajo Vinalopó, L'Alacantí e Vega Baja del Segura foram incorporados a Valência pelos tratados de Torrellas (1304) e Elche (1305).